# Emma Muscat
Emma Louise Marie Muscat, malteška pevka in manekenka *27. november 1999

## Zgodnje življenje
Emma se je rodila na Malti v premožni družini. se je glasbe lotila že od malih nog. Kot najstnica je bila uspešna v petju, plesu ter igranju glasbil. Specilizirala se je na klavir, začela pa je tudi komponirati glasbo in pisati besedila svojih pesmi. Leta 2016 je izdala svojo prvo pesem »Alone« kasneje je pa leta 2017 izdala svojo drugo pesem »Without You«. 

## Pesem Evrovizije 2022
Emma Muscat je postala februarja 2022 predstavnica Malte za na Pesem Evrovizije.  Na nacionalnem izboru je zmagala s pesmijo »Out of Sight«. Nato je pesem spremenila. Tako bo Malto na evroviziji zastopala s pesmijo I Am What I Am 

## Diskografija

### Studijski albumi
- »Moments Christmas Edition« (2018)

### EPi
- »Moments« (2018)

### Pesmi
- »I Need Somebody« (2018)
- »Figurati noi« (skupaj s Shadom) (2018)
- »Avec Moi« (skupaj s Biondo) (2019)
- »Vicolo Cieco« (2019)
- »Out of Sight« (skupaj z Junior Cally) (2019)
- »Sangria« (skupaj z Astol) (2020)
- »Meglio di sera« (skupaj z Álvaro de Luna & Astol) (2021)
- »Più di te« (2021)
- »Out of Sight« (2022)